# Uzlina

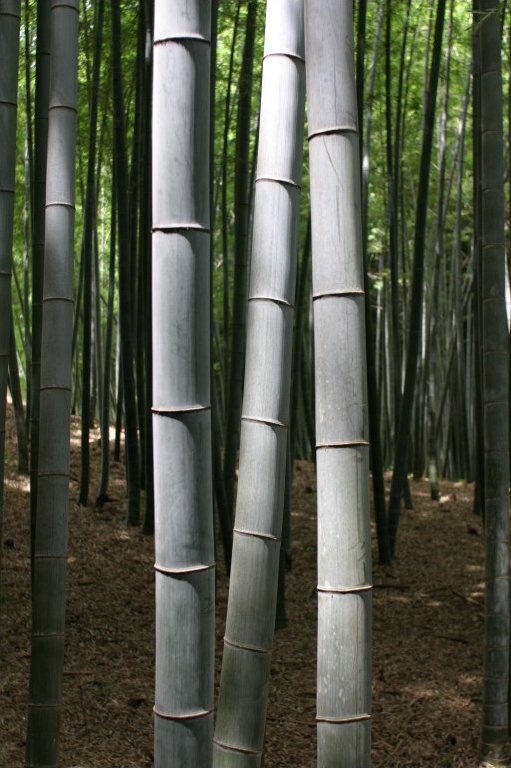
Uzliny – kolénka – bambusu

Uzlina (lat. nodus) je místo, často ztlustlé, na lodyze, stéblu nebo stonku, které je rozděluje na články – internodia. Z uzlin vyrůstají listy, květenství, pupeny nebo se v ní lodyha nebo stonek větví. U trav se toto místo jmenuje kolénko. Je-li v uzlině jeden list, mluvíme o střídavém postavení listů, jsou-li listy dva, je to vstřícné postavení a je-li jich v uzlině více, jde o přeslen. Někdy bývá prvá uzlina odnožovací a poslední nese zárodek – stvol květu.